# Beatriz Pérez Lagunas
Beatriz Pérez Lagunas (Santander, 4 de maig de 1991), més coneguda esportivament com a Bea Pérez, és una jugadora d'hoquei herba.
Va començar a jugar als 7 anys a l'equip de la seva escola, a La Salle de Santander. Va debutar a Divisió d'Honor amb el Sardinero HC i l'any 2011 va fitxar pel Club de Campo Villa de Madrid, club al que encara juga a dia d'avui.
Bea Pérez és la jugadora que ha disputat més partits amb la selecció espanyola absoluta. Va assolir-ho al seu partit número 267, als quarts de final dels Jocs Olímpics de París 2024, contra la selecció de Bèlgica, quan va superar a Gigi Oliva i Rocío Ybarra, ambdues amb 266 enfrontaments internacionals.

## Palmarès amb la selecció absoluta

### Jocs Olímpics d'Estiu
- Río 2016: 8a posició
- Tòquio 2020: 7a posició
- París 2024: 7a posició[5]

### Copes del Món
- Londres 2018: 3a posició
- Terrassa 2022: 7a posició

### Campionats d'Europa
- Boom (Bèlgica) 2013: 5a posició
- Londres 2015: 4a posició
- Àmsterdam 2017: 5a posició
- Anvers (Bèlgica) 2019: 3a posició
- Àmsterdam 2021: 4a posició
- Mönchengladbach (Alemanya) 2023: 6a posició